# GTO (1998年電視劇)
《麻辣教師GTO》是關西電視台及AVEC企畫，於1998年7月7日至9月22日在富士電視台播出的週二晚間十點連續劇，由反町隆史主演，本劇改編自日本漫畫家藤澤亨的作品《麻辣教師GTO》。本劇播出後成為熱話，收視持續高企，平均收視率28.5%，最終回收視更高達35.7%，成為全年最高收視劇集。此外，由反町隆史所演唱的主題曲《POISON～在這個想說的話都說不出來的世界～》細碟在該年Oricon公信榜總計賣出了27萬張。
由於該劇播出後迴響甚大，富士電視台於1999年6月29日播放兩小時特別篇，收視亦達27.4%。同年12月18日《麻辣教師GTO》電影版更於日本全國上映。
2023年9月，關西電視台、富士電視台宣佈為紀念開台65週年，將於2024年春季推出特別篇日劇《GTO Revival》（最終於2024年4月1日播出），睽違26年，再次由反町隆史主演 。2024年2月，官方劇組公佈曾於1998年劇集版中飾演學生的窪塚洋介、小栗旬、池内博之、山崎裕太、德山秀典以及飾演鬼塚的警察好友藤木直人將參演其中。3月26日，官方再公佈松嶋菜菜子確定會以當年角色身份回歸演出，同日釋出了由BLUE ENCOUNT加上反町隆史演唱全新編曲的主題曲《POISON （页面存档备份，存于）》MV。《GTO Revival》於4月1日播畢後引發了網絡熱話，並一度登上了日本Twitter熱搜第一名，更在日本的電視台聯營串流平台TVer締造首週370萬的播放紀錄，刷新單集電視劇網播量列史上第一。

## 連續劇（1998年）

### 登場人物

#### 主要人物
- 鬼塚英吉：反町隆史（25）

前湘南暴走族飛車黨頭目，高中輟學後，參加高考再進入三流大學歐亞大學，花了七年時間畢業。畢業後只能從事一些體力勞動但能賺錢的工作，他的夢想是成為一名高中老師，但實際上只是想因此可以和高中女生約會。 有一天，當鬼塚像往常一樣打工時，因為最好的朋友--警察冴島俊行帶來了一本關於私立高中武藏野聖林學苑招聘教師的小冊子而前往面試。最初因其背景而不被教務主任錄用的鬼塚，因為得到喬裝的理事長賞識，誤打誤撞最終被錄用成為該校教師，而他要負責任教的2年D班正是全校最多問題學生的班級...

#### 武藏野聖林學苑

##### 教職員
- 冬月梓：松島菜菜子（25）
- 內山田廣志：中尾彬（55）
- 中丸浩司：近藤芳正（37）
- 小谷宏子：圓城寺彩（36）
- 藤富誠：沼田爆（50）
- 袴田初：小林正寬（27）
- 勅使川原優：井田州彥（28）
- 櫻井晶：白川由美（49）

##### 2年D班學生
- 水樹奈奈子：希良梨
- 村井國雄：池內博之
- 渡邊悟：山崎裕太
- 依田健司：德山秀典
- 菊池善人：窪塚洋介
- 吉川昇：小栗旬
- 相澤雅：中村愛美
- 野村朋子：黑田美樹
- 大島知佳子：白川南
- 月島繪里香：林知花

#### 其他人物
- 冴島俊行：藤木直人
- 夏目美雪：木村多江
- 內山田好子：馬淵英里何
- 內山田良子：立石涼子
- 村井春：村上里佳子
- 相澤麗子：田島令子

### 主題曲
《POISON》

作曲：井上慎二郎

作詞：反町隆史

主唱：反町隆史

### 放送日程
| 集數                                                   | 播出日期      | 副標題                         | 中文標題                       | 導演   | 收視率 |
| ------------------------------------------------------ | ------------- | ------------------------------ | ------------------------------ | ------ | ------ |
| GREAT 1                                                | 1998年7月7日  | いち教師です                   | 我是一名教師                   | 赤羽博 | 26.6%  |
| GREAT 2                                                | 1998年7月14日 | 変態教師とマドンナ教師         | 變態教師和麥當娜教師           | 赤羽博 | 25.5%  |
| GREAT 3                                                | 1998年7月21日 | 問題教師です                   | 我是問題老師                   | 中島悟 | 27.5%  |
| GREAT 4                                                | 1998年7月28日 | アイドルで金もうけ             | 當偶像賺錢                     | 中島悟 | 24.5%  |
| GREAT 5                                                | 1998年8月4日  | ストーカー教師です             | 我是一名跟蹤教師               | 赤羽博 | 25.4%  |
| GREAT 6                                                | 1998年8月11日 | 生徒の母親に手を出す危ない教師 | 危險教師觸碰學生母親           | 中島悟 | 26.3%  |
| GREAT 7                                                | 1998年8月18日 | 援助交際する教師               | 援助交際的教師                 | 赤羽博 | 26.3%  |
| GREAT 8                                                | 1998年8月25日 | 二学期の始業式にクビになる教師 | 在第二學期開幕禮上被解僱的教師 | 中島悟 | 29.9%  |
| GREAT 9                                                | 1998年9月1日  | 生徒を無理やり退学させる教師   | 教師強迫學生退學               | 赤羽博 | 29.6%  |
| GREAT 10                                               | 1998年9月8日  | 冬月の部屋に泊まり興奮する教師 | 住在冬月房間裡興奮的師         | 中島悟 | 30.3%  |
| GREAT 11                                               | 1998年9月15日 | 美人看護婦にしかられる暴力教師 | 被美女護士責罵的暴力教師       | 中島悟 | 32.4%  |
| FINAL GREAT                                            | 1998年9月22日 | グレートなティーチャーです     | GREAT TEACHER                  | 赤羽博 | 35.7%  |
| 平均收視率 28.5%（收視率基於視訊研究、關東地區・家庭） |               |                                |                                |        |        |

## 特別篇（1999年）
演員
- 鬼塚英吉：反町隆史
- 冬月梓：松島菜菜子
- 山口梨香：片瀨那奈
- 松谷結花：清水千賀（日语：清水千賀）
- 齊藤萌：淺見麗奈
- 武田：細川茂樹（日语：細川茂樹）
- 校長：佐藤B作（日语：佐藤B作）
- 冬月謙造（梓的父親）：北村總一朗（日语：北村總一朗）
- 計程車司機：遠山俊也（日语：遠山俊也）

### 放送日程
| 集數 | 播出日期      | 副標題                                                  | 中文標題                                | 導演   | 收視率 |
| ---- | ------------- | ------------------------------------------------------- | --------------------------------------- | ------ | ------ |
| 1    | 1999年6月29日 | 鬼塚英吉、再び参上!! 今夜限りの新たなストーリーが始まる | 鬼塚英吉再次登場!! 只在今晚的新故事開始 | 中島悟 | 27.4%  |

## 電影版（1999年）
1999年12月18日公開、東映出品。鈴木雅之導演。
演員
- 鬼塚英吉：反町隆史
- 喜多嶋薫：藤原紀香
- 桂木綾乃：田中麗奈
- 市川楽：笠原秀幸（日语：笠原秀幸）
- 飯田米造：今福将雄（日语：今福将雄）
- 桂木圭介：夏八木勲（日语：夏八木勲）
- 杉山英輔：西村雅彦
- 田所長一郎：上田耕一（日语：上田耕一）
- 三田園早苗：戸田惠子
- 工藤正史：宇梶剛士（日语：宇梶剛士）
- 畑山聰：田口浩正（日语：田口浩正）
- 犬塚和也：伊藤俊人
- 石山健次：甲本雅裕（日语：甲本雅裕）
- 石原綠：畠山明子（日语：畠山明子）
- 橘清二：梶原善（日语：梶原善）
- 市川守：酒井敏也
- 市川政美：角替和枝（日语：角替和枝）
- 新島大吾：田山涼成（日语：田山涼成）
- 河原崎一郎太：妻夫木聰
- 中山健太：忍成修吾
- 中尊寺彰彦：石川伸一郎（日语：石川伸一郎）
- 澤口惠：小田繪理佳（日语：小田繪理佳）
- 中条行人：坂本真（日语：坂本真）
- 寺島慎吾：久我未来（日语：久我未来）
- 藤崎加奈子：木内晶子（日语：木内晶子）
- 川越泉：椎名法子（日语：椎名法子）
- 司馬：白井晃（日语：白井晃）
- 西山：阿南健治（日语：阿南健治）

## 《GTO Revival》（2024年）

### 登場人物

#### 主要人物
- 鬼塚英吉：反町隆史

「武藏野聖林學苑」前教師，往後的26年間曾被30間學校開除成為「傳奇教師」，期間與「武藏野聖林學苑」前同事冬月梓結婚。
26年後已戒煙，堅持使用摺疊手機。
教師失業期間從事摩托車外賣快遞工作。
因26年後重遇一班「武藏野聖林學苑」前學生及受其所託，而進入「私立相德學院高校」擔任3年1班副班導師。

#### 私立相德學院高校

##### 教職員
- 綾原美結：岡崎紗繪

3年1班的班主任。任教日本史。
- 富士山田剛司：小手伸也

教頭。討厭麻煩的事。
- 三輪知子：宮澤美保

任教美術科。
- 勝野太一：田邊成虎

任教體育科。

##### 學生
- 市川鈴鹿：八木莉可子

3年1班學生。與父親關係欠佳。
- 遠藤凛：畑芽育

3年1班學生。本與父母幸福地一起生活，卻因其父所經營公司的詐欺行為被曝光而導致破產，後於村井國雄的居酒屋工作。
- 宇野晴翔：日向亘

3年1班學生。作為棒球選手而被推薦入學，卻因受傷而無法再打球，且不斷受到父親的責罵。
- 三崎詩：小林桃子

3年1班學生。

#### 其他人物
- 市川晃一：鈴木浩介

鈴鹿之父。眾議院議員總選舉的候補者。
- 市川里恵：奈津子

鈴鹿之母。鈴鹿幼年時因病去世。
- 長原修：矢部賢治

大政治家。眾議院獨立黨議員・文部科學省副大臣。

#### 特別演出
- 冬月梓：松嶋菜菜子

鬼塚英吉的妻子，「武藏野聖林學苑」前教師，26年前轉職全日空機組人員至今。
- 村井國雄：池內博之

「武藏野聖林學苑」舊生，現為居酒屋老闆。
- 渡邊悟：山崎裕太

「武藏野聖林學苑」舊生，於村井國雄的居酒屋工作。
- 菊池善人：窪塚洋介

「武藏野聖林學苑」舊生，現於日本文部科學省擔任「綜合教育政策局擔當審議官」，安排前班主任鬼塚英吉出任「私立相德學院高校」代課教師。
- 依田健司：德山秀典

「武藏野聖林學苑」舊生，現為「私立相德學院高校」3年1班副班主任，及負責學校棒球隊。因交通意外入院，由前班主任鬼塚英吉暫代其教職。
- 吉川昇：小栗旬

「武藏野聖林學苑」舊生，現為學校輔導員。
- 冴島龍二：藤木直人

鬼塚英吉的好友，現為日本警視廳的管理官。

### 放送日程
| 播出日期                                                                  | 副標題                            | 中文標題（friDay影音） | 導演     | 收視率 |
| ------------------------------------------------------------------------- | --------------------------------- | ---------------------- | -------- | ------ |
| 4月1日                                                                    | 伝説の教師が26年ぶり一夜限り復活! | 麻辣教師GTO 26年後回來了       | 深川栄洋 | 9.6%   |
| 平均收視率 9.6%（收視率由Video Research調查關東地區、家戶的即時統計資料） |                                   |                        |          |        |

- 關東家庭收視率為9.6%，關西家庭收視率為12.8%。[12]。
- 本作品的免費錯過配信（Kantere Doga，TVer）在播出後一周內的觀看次數超過了370萬次，成為歷來民放單發劇的最高次數紀錄（Video Research）計算）[14]。

## 外部連結
- GTO連續劇的官方網站（1998年）
- GTO特別篇的官方網站（1999年）
- GTO Revival的官方網站（2024年）
- GTO Revival的X（前Twitter）
- GTO Revival的Instagram帳戶